# درنجر
الدَرَنْجَر هو سلاح يدوي صغير ليس مسدساً دواراً ولا مسدساً رشاشاً أو مسدساً نصف آلي.